# Voladura

A:Dinamita, B: protector, C: detonador dentro de la dinamita con la mecha colocada, D: Cordón detonante o mecha, E: Cinta adhesiva para sostener la dinamita

Voladura (llamada además tronadura en algunos países de América del Sur o barreno en algunas zonas de España), es la acción de fracturar o fragmentar la roca, el suelo duro, el hormigón o de desprender algún elemento metálico, mediante el empleo de explosivos. Las mismas se realizan para lograr un objetivo predeterminado, pueden ser controladas, o no, puede ser a cielo abierto, en galerías, túneles o debajo del agua.

## Tipos de voladuras

### A cielo abierto

Voladura de una vieja chimenea

- En trabajos para la construcción o remodelación de carreteras y autopistas
- En trabajos para demoler un puente o túnel
- Voladuras para construir zanjas
- Voladuras en rampas para hacer trabajos de anclaje
- Voladuras para nivelaciones
- Voladuras para cimentaciones
- Voladura para la demolición de edificios[1]
- Voladuras para la explotación de una Mina a cielo abierto (o cantera).[2]

#### Minivoladuras
- Zanjas para instalar cableado o tuberías, en hormigón
- Pozo para instalar postes y vigas

### Voladuras de túneles y galerías
- voladuras planificadas para la extracción de minerales
- Voladuras en pozos, para obtener mineral o hacer reservorios de agua
- Voladuras en chimeneas de minas
- Voladuras en bancos de mineral
- Voladuras para construir un túnel carretero[3]
- Desprendimiento de roca o de anclajes metálicos

### Voladuras subacuaticas
- Voladuras para despegar una embarcación sumergida del lecho marino
- Con fines  geológicos
- Para facilitar el anclaje de amarres especiales
- voladuras en suelo rocoso, para hincar el caño camisa de un pilar de sostenimiento de un puente

### Con fines bélicos

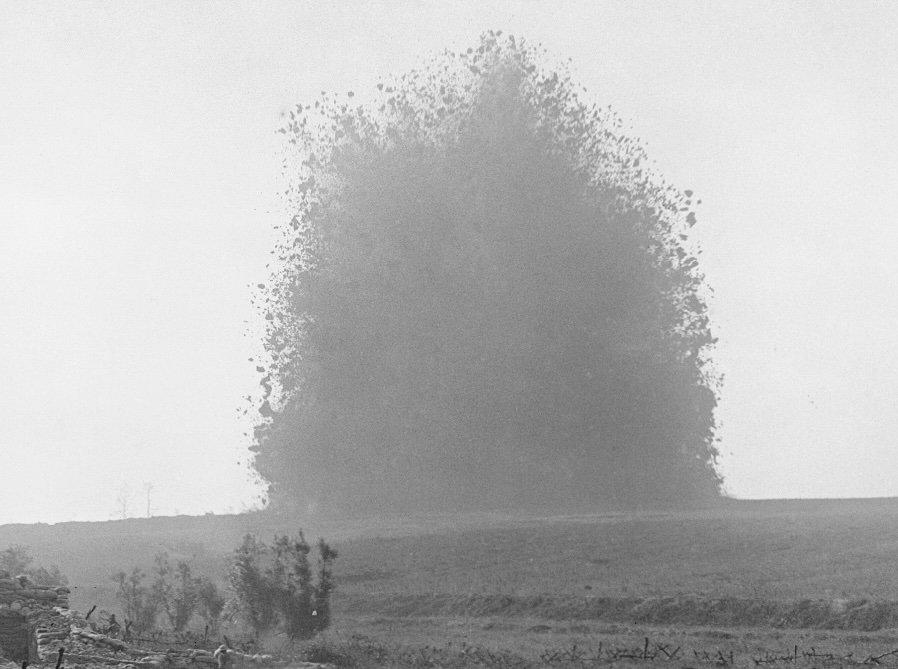
Voladura de la primera galería subterránea bajo el campo de batalla del Somme

Se realizaron y se realizaran voladuras con fines bélicos, a través de la historia se pueden observar acciones de este tipo en: voladura de puentes, voladura de carreteras, voladura de ductos de gas o de petróleo, voladura de vía férrea y otras acciones para detener al enemigo.

## Historia
Inicialmente, se empleó la pólvora negra como material explosivo para voladuras, posteriormente, a medida que se desarrollaba la industria química se empleó la nitroglicerina y el TNT (Trinitrotolueno), actualmente se emplean como explosivos comerciales los hidrogeles, gomas, anfo, y otros tipos de explosivos químicos.

## Procedimiento
Para la realización de la voladura, primero se debe realizar una perforación con un taladro, martillo mecánico o perforadora, puede ser eléctrico, neumático o hidráulico, la herramienta que se utiliza se denomina barreno (hay de muchos tipos, utilizan metales especiales para evitar el desgaste prematuro), una vez logrado el agujero se introduce el explosivo a utilizar en las cantidades que requiera la acción, el explosivo debe contar con un iniciador (se denominan detonadores o fulminantes), pueden ser eléctricos o no, lo que se denomina mecha o cordón detonante, todo ello se tapa mediante un tapón de arena o gravilla denominado retacado o taco, que se introduce en el agujero de la perforación y se le aplica presión mediante una herramienta especial para sellar perfectamente el orificio (sin este procedimiento la explosión no tendría efecto sobre la roca o suelo, ya que saldría disparada por el tubo perforado, como si fuera el cañón de un arma).
Las voladuras de túneles y galerías se realizan con la técnica minera que se haya planificado, variando la orientación y disposición de los barrenos, de acuerdo a la orientación y dimensión que se quiera lograr.

## Seguridad
Para realizar una voladura se deben extremar las medidas de seguridad en el personal involucrado, las mismas comienzan en el momento que se inician los trabajos de perforación, el obrero debe contar con el equipo de trabajo adecuado para dicha tarea, la ropa debe ser impermeable, debe tener casco, protector auditivo y máscara anti polvo.
El manejo de los explosivos debe estar a cargo de personal idóneo o profesional y ser un operario de confianza para la empresa, cualquier error o mal manejo puede ocasionar perdidas irreparables.